# Мы едем, едем, едем (фильм)
«Мы едем, едем, едем» (англ. Merrily We Roll Along) — будущий художественный фильм американского режиссёра Ричарда Линклейтера, съёмки которого будут продолжаться в течение 20 лет. Экранизация одноимённого мюзикла. Главные роли в картине сыграют Пол Мескал, Бини Фелдштейн, Бен Платт.

## Сюжет
Фильм представляет собой экранизацию мюзикла Стивена Сондхайма 1981 года, поставленного по одноимённой пьесе 1934 года. Главный герой — композитор Фрэнк Шепард, который переживает творческий и жизненный кризис. Ради карьеры продюсера в Голливуде он пожертвовал и музыкой, и дружбой, и любовью. Действие фильма занимает 20 лет.

## В ролях
- Пол Мескал — Франклин Шепард
- Бини Фелдштейн — Мэри Флинн
- Бен Платт — Чарли Крингас

## Производство и премьера
29 августа 2019 года студия  Blumhouse Productions купила права на создание фильма по книге Стивена Сондхайма и Джорджа Фёрта . Режиссёром проекта и автором сценария стал Ричард Линклейтер, продюсерами — Джинджер Следж, Джейсон Блюм и Джонатан Марк Шерман. Главные роли получили Бен Плант, Бини Фельдштейн и Блейк Дженнер. Известно, что производство фильма будет возобновляться каждые два года в течение 20 лет, чтобы заснять персонажей в разном возрасте, подобно тому, как «Отрочество» снималось в течение 12 лет. К моменту анонса, по словам Линклейтера, уже был отснят «первый сегмент». В январе 2023 года Дженнер выбыл из проекта после признаний в домашнем насилии; его заменил Пол Мескал.

## Восприятие
«Если учесть, что американцу стукнуло 60, а мир катится к чертям, мюзикл станет самым рисковым предприятием за всю его карьеру», — констатировал обозреватель ТАСС, узнав о начале работы над фильмом.